# Biroia fuscicornis
Biroia fuscicornis är en stekelart som först beskrevs av Cameron 1903.  Biroia fuscicornis ingår i släktet Biroia och familjen bracksteklar. Inga underarter finns listade.